# Gaspar Dias

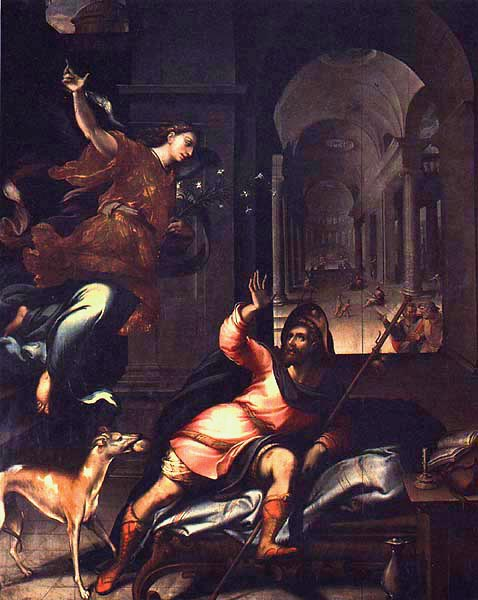
Aparição do Anjo a S. Roque, c. 1584, na Igreja de S. Roque, Lisboa

Gaspar Dias foi um pintor maneirista de Portugal, ativo entre 1560 e 1591.
Foi um dos pintores portugueses que o rei D.João III mandou estudar em Itália como escoleiro régio, de modo a melhorar o seu estilo e a aperfeiçoar-se na arte, para o que tomou por modelo as obras de Rafael e de Miguel Ângelo. Voltando à pátria pintou por ordem do soberano vários quadros a óleo para o Real Mosteiro de Belém, e outras igrejas mais. O quadro do Senhor Crucificado que está no claustro foi por ele copiado de outro, original de seu mestre Miguel Ângelo.
Joaquim Caetano o considera um dos dois mais importantes expoentes da pintura portuguesa na segunda metade do século XVI.
Entre as obras que lhe são presumivelmente atribuídas contam-se Martírio de Santa Catarina e Casamento místico de S. Catarina que se encontram no MNAA.
Em abril de 2016, a sua obra Aparição do Anjo a S. Roque (imagem ao lado) foi seleccionada como uma das dez mais importantes obras artísticas de Portugal pelo projeto Europeana.